# Gary Dell'Abate
Gary Dell'Abate (Uniondale, 14 de marzo de 1961), también conocido como Baba Booey, es un productor radial estadounidense que se ha desempeñado como productor ejecutivo del programa The Howard Stern Show desde 1984. Su autobiografía, They Call Me Baba Booey, fue publicada el 2 de noviembre de 2010.
Dell'Abate ha estado casado desde 1992 con Mary Caracciolo. La pareja tiene dos hijos, Lucas y Jackson. Luego de la muerte de su hermano Steven a causa de complicaciones con el SIDA en enero de 1991, Dell'Abate se convirtió en defensor de la organización LIFEbeat The Music Industry Fights AIDS y ejerció como presidente de la misma.
Su autobiografía They Call Me Baba Booey se convirtió en un superventas del New York Times. Debutó en la sexta posición de superventas del diario en noviembre de 2010. En el libro, Dell'Abate narra la historia de la muerte de su hermano, de la lucha de su madre con la depresión y de su llegada al programa The Howard Stern Show.